# 頸褶

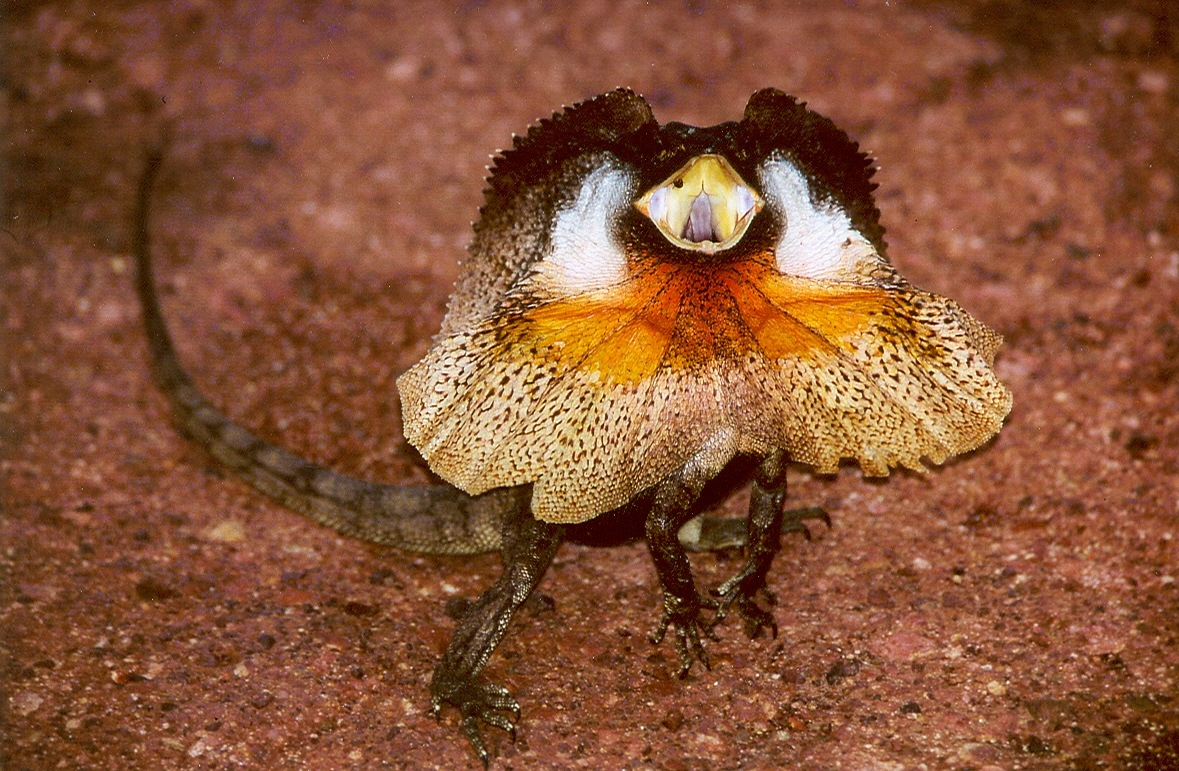
傘蜥蜴的頸褶

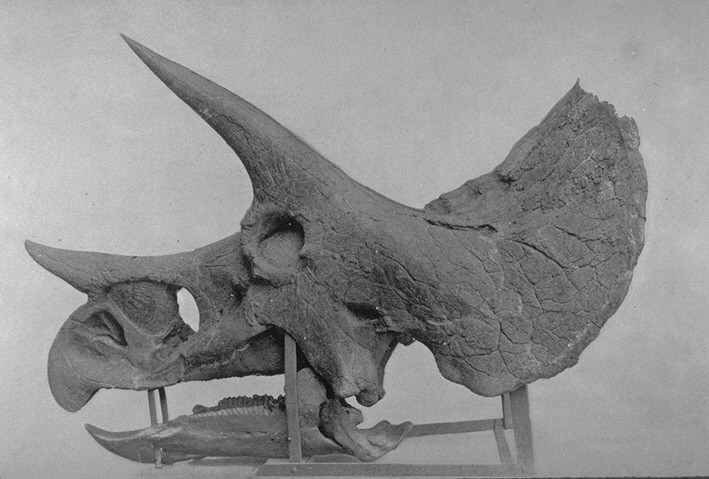
三角龍的巨大頸褶

頸褶（英語：neck frill）是一个在爬行動物頸部周邊厚實的骨質支撐。這種結構存在於許多動物中，如頭飾龍類的硬質頸褶，或傘蜥蜴的軟骨質頸褶。
頸褶是頂骨的延伸部分，這種延伸部分由鱗狀骨構成，有时還會被边缘呈锯齿状的骨節所環繞。 在1900年代初期，頸褶在古生物学家中被称为眶上皮褶（dermosupraoccipital）。现在将该特征称为頂鱗骨褶（parietosquamosal frill）。在某些物種，例如三角龙、五角龙、尖角龙和牛角龍中，這一結構非常巨大。尽管颈褶主要由硬骨构成，但有些物種的這一結構却是由皮肤組成的，就像今天居住在澳大利亚的傘蜥蜴一样。
頸褶在恐龍中的作用尚有爭議。它可能用于温度调节、進行防御。有科學家認為，在争夺领土的过程中，決鬥的三角龙头部相撞，頸褶可能被用作一种防护罩，保护动物的其余部分免受伤害。